# Mick van Buren
Mick van Buren (Ridderkerk, 24 augustus 1992) is een Nederlands voetballer die doorgaans centraal in de aanval speelt. Hij verruilde in 2024 Slavia Praag voor Cracovia Kraków.

## Clubcarrière
Van Buren begon met voetballen bij SV Slikkerveer voor hij in de jeugdopleiding van SBV Excelsior kwam. Hierna speelde hij in de gezamenlijke jeugdopleiding met Feyenoord. In het seizoen 2011/12 debuteerde hij in het eerste elftal van Excelsior, waarvoor zijn vader Leo van Buren ook 57 wedstrijden speelde. Van Buren is een kleinzoon van Theo Laseroms.
Van Buren verruilde Excelsior in 2013 voor Esbjerg fB, waarmee hij in de Superligaen ging spelen. Hij werd in de volgende drie jaar achtereenvolgens vijfde, achtste en elfde met de club. Daarmee plaatste hij zich in 2013/14 met Esbjerg voor de voorrondes van de UEFA Europa League en bleef hij met zijn club in 2015/16 één plaats boven de degradatiestreep.
Van Buren tekende in juni 2016 een contract tot medio 2019 bij Slavia Praag. Hij won met de club de ePojisteni.cz liga 2016/17 en de Pohár FAČR in 2018 en 2019. In januari 2020 werd hij verhuurd aan ADO Den Haag. In het seizoen 2020/21 speelt Van Buren op huurbasis voor SK Dynamo České Budějovice. Per januari 2021 keerde hij al terug bij Slavia. In september 2021 werd hij wederom verhuurd aan České Budějovice. Na een leenbeurt aan Slovan Liberec in 2022 vertrok hij in 2024 definitief bij Slavia. Van Buren tekende een tweejarig contract in Polen bij Cracovia Kraków.

## Clubstatistieken[2]
| seizoen | club                      | land       | competitie              | duels | goals |
| ------- | ------------------------- | ---------- | ----------------------- | ----- | ----- |
| 2011/12 | SBV Excelsior             | Nederland  | Eredivisie              | 12    | 0     |
| 2012/13 | SBV Excelsior             | Nederland  | Eerste divisie          | 28    | 13    |
| 2013/14 | Esbjerg fB                | Denemarken | Superligaen             | 26    | 7     |
| 2014/15 | Esbjerg fB                | Denemarken | Superligaen             | 17    | 5     |
| 2015/16 | Esbjerg fB                | Denemarken | Superligaen             | 25    | 6     |
| 2016/17 | SK Slavia Praag           | Tsjechië   | 1. česká fotbalová liga | 10    | 0     |
| 2017/18 | SK Slavia Praag           | Tsjechië   | 1. česká fotbalová liga | 16    | 5     |
| 2018/19 | SK Slavia Praag           | Tsjechië   | 1. česká fotbalová liga | 13    | 3     |
| 2019/20 | SK Slavia Praag           | Tsjechië   | 1. česká fotbalová liga | 14    | 1     |
| 2019/20 | ADO Den Haag (huur)       | Nederland  | Eredivisie              | 4     | 0     |
| 2020/21 | Dynamo České Budějovice   | Tsjechië   | 1. česká fotbalová liga | 8     | 1     |
| 2020/21 | SK Slavia Praag           | Tsjechië   | 1. česká fotbalová liga | 12    | 1     |
| 2021/22 | SK Slavia Praag           | Tsjechië   | 1. česká fotbalová liga | 2     | 0     |
| 2021/22 | → Dynamo České Budějovice | Tsjechië   | 1. česká fotbalová liga | 22    | 3     |
| 2022/23 | → FC Slovan Liberec       | Tsjechië   | 1. česká fotbalová liga | 15    | 9     |
| 2022/23 | Slavia Praag              | Tsjechië   | 1. česká fotbalová liga | 14    | 4     |
| Totaal  | Totaal                    | Totaal     | Totaal                  | 238   | 58    |